# Cerco de Adrianópolis (377)
O Cerco de Adrianópolis de 376 ou 377, foi um breve episódio mal-sucedido da Guerra Gótica travada entre 376 e 382 pelas tropas do exército romano e os godos tervíngios liderados pelo nobre Fritigerno.

## Antecedentes
O cerco teria ocorrido logo após os chefes góticos Colias e Suérido, ambos anteriormente estacionados na cidade com um contingente gótico, unirem-se à rebelião de Fritigerno devido ao motim dos cidadãos contra sua presença. Na ocasião, eles haviam recebido uma carta do imperador Valente (r. 364–378) ordenando que partissem à província do Helesponto.
Os godos acataram a ordem, mas solicitaram auxílio imperial, bem como dois dias para os preparativos. Um magistrado local, ressentido pelas avarias causadas por eles em sua vila suburbana, utilizou-se disso para incitar a população contra eles, que foram obrigados a lutar para conseguir abrir caminho para fora da cidade.

## Cerco e rescaldo
Fora de Adrianópolis, Colias e Suérido encontraram-se com Fritigerno e lhe juraram lealdade. Com seu apoio, iniciaram o bloqueio da cidade, porém tiveram dificuldades em manter sua posição, perdendo muitos soldados para as flechas e as grandes pedras lançadas contra eles pelos defensores.
Ciente das altas baixas e da inabilidade de seus homens para cercos, Fritigerno ordenou que seu exército deixasse um contingente suficiente para manter o bloqueio, enquanto o restante partiria para assolar as regiões férteis no entorno de Adrianópolis e pilhar regiões não defendidas por guarnições. Segundo Amiano Marcelino, Fritigerno teria declarado que desde então "manteve a paz com muralhas [de pedra]." 